# Félix Huguenet
Pour les articles homonymes, voir Huguenet.
Félix Huguenet, né François Huguenet le 10 mai 1858 à Lyon 2e et mort le 18 novembre 1926 à Antibes, est un acteur français.

## Biographie
Fils d’un chapelier, Félix Huguenet joue d’abord en province et dans des tournées à l’étranger, puis à Paris où, après des débuts difficiles, il est engagé aux Théâtre des Variétés (1886), au Palais-Royal (1888), aux Théâtre des Bouffes-Parisiens, où il chante l’opérette, aux Menus-Plaisirs (1892).
Il passe ensuite au Théâtre du Vaudeville et au Théâtre du Gymnase Marie Bell, et y fait de remarquables créations (La Carrière, Georgette Lemeunier, La Robe Rouge, Le Secret de Polichinelle, etc.) Après avoir joué à la Renaissance (1906), il entre à la Comédie-Française (1908), mais n’y reste que deux ans.

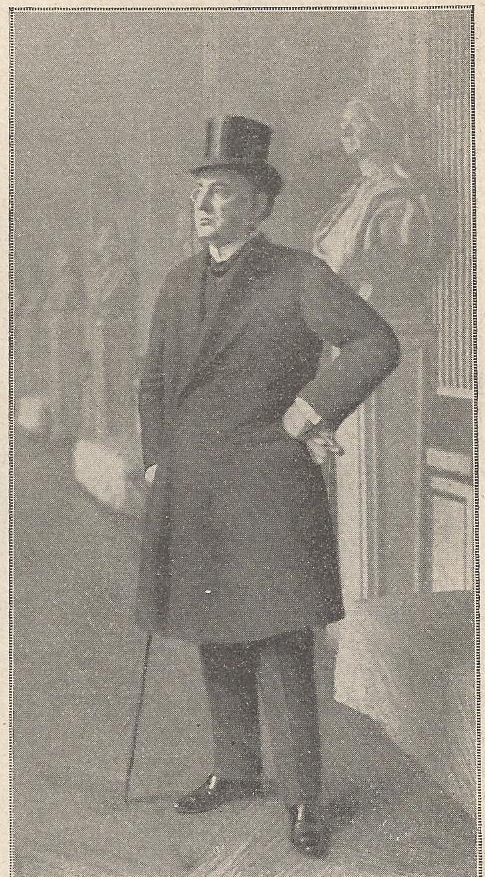
Félix Huguenet, dans le rôle du baron Courtin, 1908.

Revenu aux théâtres de boulevard, il termine sa brillante carrière au Vaudeville avec La Tendresse (1921) et La Chair humaine (1922). Huguenet était remarquable par la sincérité et la finesse de son jeu. Il avait fondé en 1917 l'Union des artistes. Il avait épousé en 1898 Juliette Simon-Girard.
Il est inhumé au cimetière des Batignolles (division 24) à Paris, au sein du même caveau qu'Aimé Simon-Girard et Caroline Girard.

## Théâtre
- 1892 : La Femme de Narcisse opérette de Fabrice Carré, musique Louis Varney, Théâtre de la Renaissance
- 1892 : Le Brillant Achille opérette de Charles Clairville et Fernand Beissier, musique Louis Varney, Théâtre de la Renaissance
- 1893 : Le Veglione ou le Bal masqué d'Alexandre Bisson et Albert Carré, Théâtre du Palais-Royal
- 1894 : Les Forains opérette de Maxime Boucheron et Antony Mars, musique Louis Varney, Théâtre des Bouffes Parisiens
- 1895 : La Dot de Brigitte opérette de Paul Ferrier et Antony Mars, musique Victor Roger, Gaston Serpette, Théâtre des Bouffes Parisiens
- 1895 : La Belle Épicière opérette de Adrien Decourcelle et Henri Kéroul, musique Louis Varney, Théâtre des Bouffes Parisiens
- 1896 : Le Dindon de Georges Feydeau, Théâtre du Palais-Royal
- 1896 : La Famille Pont-Biquet d'Alexandre Bisson, Théâtre du Gymnase
- 1896 : La Villa Gaby de Léon Gandillot, Théâtre du Gymnase
- 1896 : Divorçons de Victorien Sardou et Émile de Najac, Théâtre du Vaudeville
- 1898 : Pamela, marchande de frivolités de Victorien Sardou, Théâtre du Vaudeville
- 1898 : Marraine d'Ambroise Janvier de La Motte, Théâtre du Gymnase
- 1898 : Georgette Lemeunier de Maurice Donnay, Théâtre du Vaudeville
- 1900 : La Robe rouge d'Eugène Brieux, Théâtre du Vaudeville
- 1900 : Sylvie ou la Curieuse d'amour d'Abel Hermant, Théâtre du Vaudeville
- 1901 : Le Bon Juge d'Alexandre Bisson, Théâtre du Vaudeville
- 1901 : La Pente douce de Fernand Vanderem, Théâtre du Vaudeville
- 1902 : L'Archiduc Paul d'Abel Hermant, Théâtre du Gymnase
- 1902 : Joujou de Henri Bernstein, Théâtre du Gymnase
- 1903 : Le Secret de Polichinelle de Pierre Wolff, Théâtre du Gymnase
- 1904 : La Boule de Henri Meilhac et Ludovic Halévy, Théâtre des Variétés
- 1904 : Par le fer et par le feu de Maurice Bernhardt d'après Henryk Sienkiewicz, Théâtre Sarah-Bernhardt
- 1905 : Les Merlereau de Georges Berr, Théâtre des Bouffes Parisiens
- 1905 : L'Âge d'aimer de Pierre Wolff, Théâtre du Gymnase
- 1905 : La Sauvegarde de Henry de Rothschild, Théâtre des Capucines
- 1906 : L'Enfant chérie de Romain Coolus, Théâtre du Gymnase
- 1906 : Les Passagères d'Alfred Capus, Théâtre de la Renaissance
- 1906 : Le Voleur de Henri Bernstein, Théâtre de la Renaissance
- 1908 : Le Chant du cygne de Georges Duval et Xavier Roux, Théâtre de l'Athénée
- 1908 : Le Foyer d'Octave Mirbeau et Thadée Natanson, Comédie-Française
- 1909 : La Robe rouge d'Eugène Brieux, Comédie-Française
- 1909 : Sire de Henri Lavedan, Comédie-Française
- 1910 : Le Secret de Polichinelle de Pierre Wolff, Théâtre du Vaudeville
- 1911 : Papa de Robert de Flers et Gaston Arman de Caillavet, Théâtre du Gymnase
- 1912 : La Crise de Paul Bourget et André Beaunier, Théâtre de la Porte-Saint-Martin
- 1912 : La Robe rouge d'Eugène Brieux, Théâtre de la Porte-Saint-Martin
- 1912 : Les Flambeaux de Henry Bataille, Théâtre de la Porte-Saint-Martin
- 1913 : Le Ruisseau de Pierre Wolff, Théâtre de la Porte-Saint-Martin
- 1914 : Madame d'Abel Hermant et Alfred Savoir, Théâtre de la Porte-Saint-Martin
- 1914 : Monsieur Brotonneau de Robert de Flers et Gaston Arman de Caillavet, Théâtre de la Porte-Saint-Martin
- 1918 : Notre image de Henry Bataille, mise en scène Armand Bour, Théâtre Réjane
- 1921 : La Tendresse de Henry Bataille, Théâtre du Vaudeville
- 1921 : Amants de Maurice Donnay, Théâtre du Gymnase
- 1922 : La Chair humaine de Henry Bataille, Théâtre du Vaudeville

## Filmographie
- 1911 : Une conquête de Henri Pouctal
- 1912 : La Robe rouge de Henri Pouctal
- 1920 : Une filleule d'Amérique de Louis de Carbonnat
- 1921 : Mademoiselle de La Seiglière d'André Antoine